# Taksi-Blyuz
Taksi-Blyuz é um filme de drama soviético de 1990 dirigido e escrito por Pavel Lungin. Foi selecionado como representante da União Soviética à edição do Oscar 1991, organizada pela Academia de Artes e Ciências Cinematográficas.

## Elenco
- Pyotr Mamonov - Lyosha
- Pyotr Zaychenko - Shlykov
- Vladimir Kashpur - Nechiporenko
- Natalya Kolyakanova - Christina